# Erleinhof
Erleinhof ist ein Gemeindeteil der Gemeinde Dormitz im Landkreis Forchheim (Oberfranken, Bayern).

## Geografie
Die Einöde im Erlanger Albvorland liegt etwa eineinhalb Kilometer nördlich des Ortszentrums von Dormitz und westlich vom Ebersbach auf einer Höhe von 312 m ü. NHN.

## Geschichte
Bis zum Beginn des 19. Jahrhunderts unterstand Erleinhof der Landeshoheit des Hochstifts Bamberg. Die im fränkischen Raum hierfür maßgebliche Vogtei über das einzige Anwesen des Ortes übte das Amt Neunkirchen als Vogteiamt aus. Auch die Hochgerichtsbarkeit stand diesem Amt in seiner Rolle als Centamt zu. Als Kastenamt hatte es auch die Grundherrschaft über die Einöde inne. In kirchlichen Belangen waren die Einwohner der katholischen Pfarrei Neunkirchen am Brand zugeordnet. Als das Hochstift Bamberg infolge des Reichsdeputationshauptschlusses 1802/03 säkularisiert und unter Bruch der Reichsverfassung vom Kurfürstentum Pfalz-Baiern annektiert wurde, wurde Erleinhof ein Bestandteil der während der „napoleonischen Flurbereinigung“ gewaltsam in Besitz genommenen neubayerischen Gebiete.
Durch die Verwaltungsreformen zu Beginn des 19. Jahrhunderts im Königreich Bayern wurde Erleinhof mit dem Zweiten Gemeindeedikt 1818 ein Gemeindeteil der Ruralgemeinde Dormitz. Erleinhof zählte im Jahr 1987 sieben Einwohner.

## Verkehr
Eine von Neunkirchen am Brand kommende Gemeindeverbindungsstraße führt unmittelbar nördlich an Erleinhof vorbei. Der ÖPNV bedient das Dorf nicht, die nächste Bushaltestelle des VGN befindet sich an der Erlanger Straße von Neunkirchen am Brand, der nächstgelegene Bahnhof in Erlangen an der Bahnstrecke Nürnberg–Bamberg.